# Механізована бригада
Механізо́вана брига́да (мбр, МБр) — загальновійськове тактичне з'єднання сухопутних військ у складі Збройних сил деяких країн, яка призначена для ведення бойових дій на сухопутному ТВД у складі корпусу (дивізії), а у ряді випадків і самостійно.

## Організаційна структура
- Штаб
- Управління
- Комендантський взвод
- 1 танковий батальйон
- 3 механізованих батальйони на БМП або БТР
- Бригадна артилерійська група
- Зенітний ракетно-артилерійський дивізіон
- розвідувальна рота
- окрема рота снайперів
- вузол зв'язку
- Рота РЕБ
- Радіолокаційна рота
- батальйон матеріального забезпечення
- ремонтно-відновлювальний батальйон
- група інженерного забезпечення
- рота РХБЗ
- медична рота
- Пожежна рота
- Оркестр
- Клуб
- Редакція і типографія
- Полігон

## Галерея
Емблеми механізованих бригад деяких країн світу

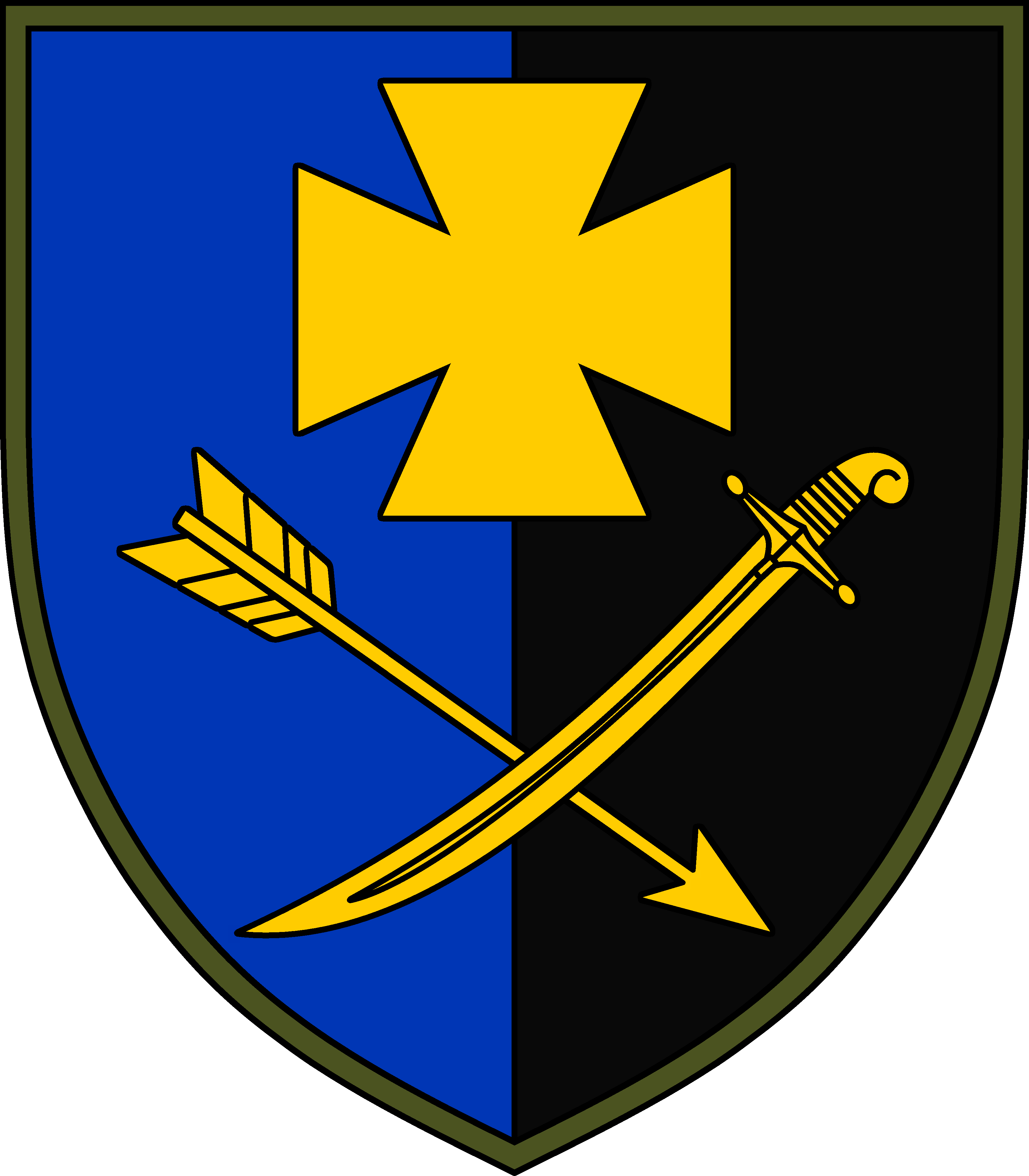
44-та окрема механізована бригада (Україна)
2-га бригадна бойова група 1-ї кавалерійської дивізії (США)
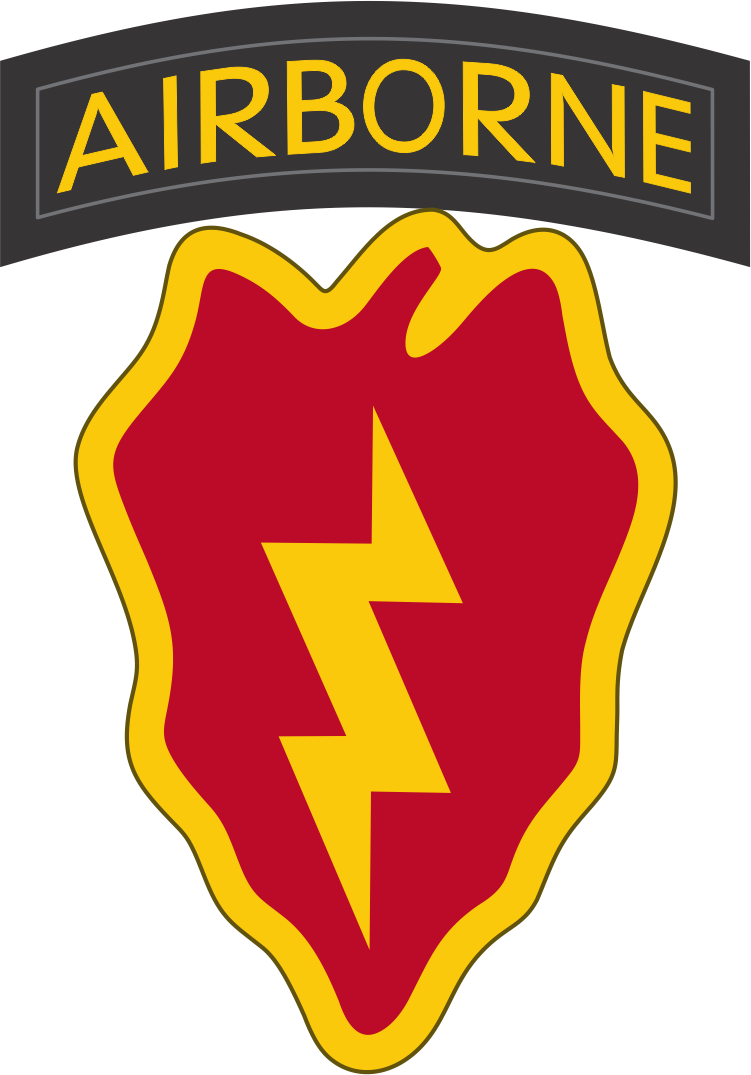
4-та бригадна бойова група 25-ї піхотної дивізії (США)
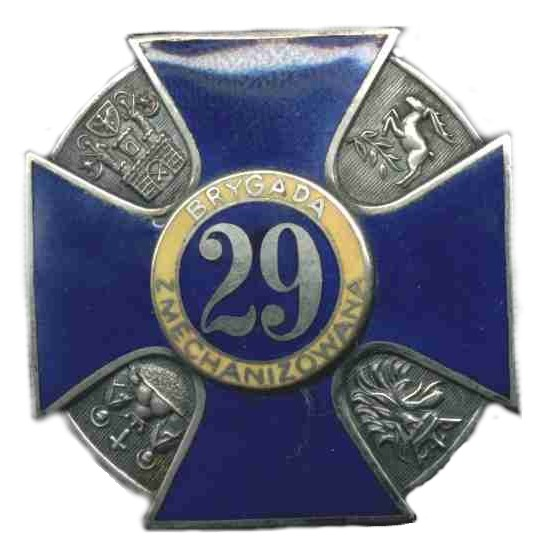
Відзнака 29-ї механізованої бригади Війська Польського
1-ша механізована бригада Бундесверу (Німеччина)
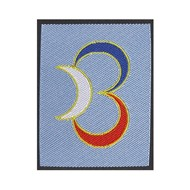
3-тя механізована бригада Збройних сил Франції
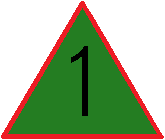
1-ша механізована бригада (Велика Британія)
механізована бригада «Скараборг» Збройних сил Швеції